# Licuala oliviformis
Licuala oliviformis är en enhjärtbladig växtart som beskrevs av Odoardo Beccari. Licuala oliviformis ingår i släktet Licuala och familjen Arecaceae. Inga underarter finns listade i Catalogue of Life.